# Taça Latina de 1960
A Taça Latina de 1960 foi a 5.ª edição da Taça Latina.
| País     | J | V | E | D | GM | GS | DG  | Pts |
| -------- | - | - | - | - | -- | -- | --- | --- |
| Portugal | 3 | 2 | 1 | 0 | 9  | 2  | 7   | 5   |
| Espanha  | 3 | 2 | 1 | 0 | 10 | 5  | 5   | 5   |
| Itália   | 3 | 1 | 0 | 2 | 6  | 6  | 0   | 2   |
| França   | 3 | 0 | 0 | 3 | 3  | 15 | -12 | 0   |

|          | Portugal | Espanha | Itália | França |
| -------- | -------- | ------- | ------ | ------ |
| Portugal |          | 1-1     | 2-1    | 6-0    |
| Espanha  |          |         | 3-2    | 6-2    |
| Itália   |          |         |        | 3-1    |
| França   |          |         |        |        |